# Глазго, Джордан
Джордан Глазго (англ. Jordan Glasgow; 28 июня 1996, Орора, Иллинойс) — профессиональный американский футболист, выступающий на позиции лайнбекера в клубе НФЛ «Индианаполис Колтс». На студенческом уровне играл за команду Мичиганского университета. На драфте НФЛ 2020 года был выбран в шестом раунде.

## Биография
Джордан Глазго родился 28 июня 1996 года в Ороре в штате Иллинойс. Младший из трёх сыновей в семье, его братья Грэм и Райан игроки НФЛ. В 2015 году он окончил католическую Академию Мармион, после чего поступил в Мичиганский университет.

### Любительская карьера
Сезон 2015 года Глазго провёл в статусе освобождённого игрока, не принимая участия в матчах команды. В турнире NCAA он дебютировал в 2016 году, сыграв во всех тринадцати матчах, большую часть из которых провёл как игрок специальных команд. В 2017 году Глазго также принял участие в тринадцати играх, в пяти из них выходил на поле на позиции сэйфти. В сезоне 2018 года он сыграл тринадцать матчей, два провёл на месте лайнбекера.
В 2019 году Глазго стал одним из основных игроков защиты, выходя на поле на месте лайнбекера слабой стороны. В тринадцати играх он сделал 89 захватов и пять сэков. По итогам сезона он претендовал на Баткас Эворд лучшему лайнбекеру NCAA, а также Берлсуэрт Трофи, награду лучшему игроку, начинавшему карьеру без спортивной стипендии. Помимо этого Глазго получил награду имени Роджера Заткоффа, присуждаемую лучшему лайнбекеру университетской команды.

#### Статистика выступлений в NCAA
| Сезон | Команда           | Игры | Захваты | Захваты | Захваты | Захваты | Захваты | Перехваты | Перехваты | Перехваты | Перехваты | Перехваты | Фамблы | Фамблы | Фамблы | Фамблы |
| Сезон | Команда           | Игры | Solo    | Ast     | Tot     | Loss    | Sk      | Int       | Yds       | Y/R       | TD        | PD        | FR     | Yds    | TD     | FF     |
| ----- | ----------------- | ---- | ------- | ------- | ------- | ------- | ------- | --------- | --------- | --------- | --------- | --------- | ------ | ------ | ------ | ------ |
| 2015  | Мичиган Вулверинс | —    | —       | —       | —       | —       | —       | —         | —         | —         | —         | —         | —      | —      | —      | —      |
| 2016  | Мичиган Вулверинс | 13   | 8       | 4       | 12      | 0,0     | 0,0     | 0         | 0         | 0,0       | 0         | 0         | 1      | 0      | 0      | 0      |
| 2017  | Мичиган Вулверинс | 13   | 7       | 4       | 11      | 0,0     | 0,0     | 0         | 0         | 0,0       | 0         | 0         | 0      | 0      | 0      | 0      |
| 2018  | Мичиган Вулверинс | 13   | 18      | 9       | 27      | 3,0     | 2,0     | 0         | 0         | 0,0       | 0         | 0         | 0      | 0      | 0      | 1      |
| 2019  | Мичиган Вулверинс | 13   | 46      | 43      | 89      | 7,0     | 5,0     | 0         | 0         | 0,0       | 0         | 1         | 1      | 0      | 0      | 0      |
| Всего | Всего             | 52   | 79      | 60      | 139     | 10,0    | 7,0     | 0         | 0         | 0,0       | 0         | 1         | 2      | 0      | 0      | 1      |

### Профессиональная карьера
Перед драфтом НФЛ 2020 года аналитик сайта лиги Лэнс Зирлейн называл Глазго игроком, недостаточно габаритным, чтобы играть лайнбекером, и недостаточно быстрым для сэйфти. Среди достоинств он называл высокую эффективность игры в специальных командах, агрессивность, навыки чтения игры, технику работы рук, умение читать выносное нападение соперника. К минусам Зирлейн относил слабую игру в прикрытии, нехватку скорости и плохие антропометрические данные.
На драфте Глазго был выбран «Индианаполисом» в шестом раунде. В мае 2021 года он подписал с клубом четырёхлетний контракт. В дебютном сезоне он сыграл в тринадцати матчах регулярного чемпионата и одной игре плей-офф. С девятью сделанными захватами Глазго стал одним из лидеров в составе специальных команд «Колтс».

#### Статистика выступлений в НФЛ

##### Регулярный чемпионат
| Сезон | Команда            | Игры | Захваты | Захваты | Захваты | Захваты | Захваты | Перехваты | Перехваты | Перехваты | Перехваты | Перехваты | Фамблы | Фамблы | Фамблы | Фамблы |
| Сезон | Команда            | Игры | Solo    | Ast     | Tot     | Loss    | Sk      | Int       | Yds       | Y/R       | TD        | PD        | FR     | Yds    | TD     | FF     |
| ----- | ------------------ | ---- | ------- | ------- | ------- | ------- | ------- | --------- | --------- | --------- | --------- | --------- | ------ | ------ | ------ | ------ |
| 2020  | Индианаполис Колтс | 13   | 6       | 3       | 9       | 0       | 0,0     | 0         | 0         | 0,0       | 0         | 0         | 0      | 0      | 0      | 0      |
| 2021  | Индианаполис Колтс | 12   | 4       | 2       | 6       | 0       | 0,0     | 0         | 0         | 0,0       | 0         | 0         | 0      | 0      | 0      | 0      |
| Всего | Всего              | 25   | 10      | 5       | 15      | 0       | 0,0     | 0         | 0         | 0,0       | 0         | 0         | 0      | 0      | 0      | 0      |

##### Плей-офф
| Сезон | Команда            | Игры | Захваты | Захваты | Захваты | Захваты | Захваты | Перехваты | Перехваты | Перехваты | Перехваты | Перехваты | Фамблы | Фамблы | Фамблы | Фамблы |
| Сезон | Команда            | Игры | Solo    | Ast     | Tot     | Loss    | Sk      | Int       | Yds       | Y/R       | TD        | PD        | FR     | Yds    | TD     | FF     |
| ----- | ------------------ | ---- | ------- | ------- | ------- | ------- | ------- | --------- | --------- | --------- | --------- | --------- | ------ | ------ | ------ | ------ |
| 2020  | Индианаполис Колтс | 1    | 0       | 0       | 0       | 0       | 0,0     | 0         | 0         | 0,0       | 0         | 0         | 0      | 0      | 0      | 0      |
| Всего | Всего              | 1    | 0       | 0       | 0       | 0       | 0,0     | 0         | 0         | 0,0       | 0         | 0         | 0      | 0      | 0      | 0      |